# Anaïs Bescond
Anaïs Bescond (Aunay-sur-Odon, 15 mei 1987) is een Franse biatlete. Ze vertegenwoordigde haar vaderland op de Olympische Winterspelen 2014 in Sotsji.

## Carrière
Bescond maakte haar wereldbekerdebuut in maart 2007 in Oslo. In december 2009 scoorde ze in Pokljuka haar eerste wereldbekerpunten, een jaar later behaalde ze in Pokljuka haar eerste toptienklassering. Tijdens de wereldkampioenschappen biatlon 2011 in Chanty-Mansiejsk was haar beste individuele resultaat de zestiende plaats op de 15 kilometer individueel, samen met Marie-Laure Brunet, Sophie Boilley en Marie Dorin veroverde ze de bronzen medaille op de 4x6 kilometer estafette. Na de diskwalificatie van Oekraïne, vanwege een positieve dopingtest van Oksana Chvostenko, schoof het Franse team op naar het zilver. Op de wereldkampioenschappen biatlon 2012 in Ruhpolding was Besconds beste individuele prestatie de zeventiende plaats op de 12,5 kilometer massastart. Op de 4x6 kilometer estafette legde ze samen met Marie-Laure Brunet, Sophie Boilley en Marie Dorin Habert beslag op de zilveren medaille. In Nove Mesto nam de Française deel aan de wereldkampioenschappen biatlon 2013. Op dit toernooi behaalde ze met de veertiende plaats op de 12,5 kilometer massastart haar beste resultaat. Samen met Sophie Boilley, Marie-Laure Brunet en Marie Dorin Habert eindigde ze als zesde op de 4x6 kilometer estafette. Op 16 januari 2014 boekte ze in Rasen-Antholz haar eerste wereldbekerzege. Tijdens de Olympische Winterspelen van 2014 in Sotsji eindigde Bescond als vijfde op zowel de 15 kilometer individueel als de 7,5 kilometer sprint, daarnaast eindigde ze als tiende op de 12,5 kilometer massastart en als twaalfde op de 10 kilometer achtervolging. Op de gemengde estafette eindigde ze samen met Marie Dorin Habert, Jean-Guillaume Béatrix en Martin Fourcade op de vijfde plaats.
Op de wereldkampioenschappen biatlon 2015 in Kontiolahti eindigde de Française tweemaal in de toptien. Ze werd zevende op de 15 kilometer individueel en negende op de 12,5 kilometer massastart. Samen met Enora Latuillière, Justine Braisaz en Marie Dorin Habert sleepte ze de zilveren medaille in de wacht op de 4x6 kilometer estafette. Op de gemengde estafette behaalde ze samen met Marie Dorin Habert, Jean-Guillaume Béatrix en Martin Fourcade de zilveren medaille. In Oslo nam Bescond deel aan de wereldkampioenschappen biatlon 2016. Op dit toernooi veroverde ze de zilveren medaille op de 15 kilometer individueel, daarnaast eindigde ze als vijfde op de 12,5 kilometer massastart en als twaalfde op zowel de 7,5 kilometer sprint als de 10 kilometer achtervolging. Samen met Marie Dorin Habert, Quentin Fillon Maillet en Martin Fourcade werd ze wereldkampioen op de gemengde estafette. Op de 4x6 kilometer estafette legde ze samen met Justine Braisaz, Anaïs Chevalier en Marie Dorin Habert beslag op de zilveren medaille.

## Resultaten

### Olympische Winterspelen
| Jaar | Plaats      | Onderdeel   | Onderdeel | Onderdeel     | Onderdeel  | Onderdeel | Onderdeel          |
| Jaar | Plaats      | Individueel | Sprint    | Achtervolging | Massastart | Estafette | Gemengde estafette |
| ---- | ----------- | ----------- | --------- | ------------- | ---------- | --------- | ------------------ |
| 2010 | Vancouver   | –           | –         | –             | –          | –         |                    |
| 2014 | Sotsji      | 5e          | 5e        | 12e           | 10e        | DNF       | 6e                 |
| 2018 | Pyeongchang | 31e         | 19e       | ↑             | 17e        | ↑         | ↑                  |

### Wereldkampioenschappen
| Jaar | Plaats            | Onderdeel                               | Onderdeel                               | Onderdeel                               | Onderdeel                               | Onderdeel                               | Onderdeel          | Onderdeel                 |
| Jaar | Plaats            | Individueel                             | Sprint                                  | Achtervolging                           | Massastart                              | Estafette                               | Gemengde estafette | Single gemengde estafette |
| ---- | ----------------- | --------------------------------------- | --------------------------------------- | --------------------------------------- | --------------------------------------- | --------------------------------------- | ------------------ | ------------------------- |
| 2010 | Chanty-Mansiejsk  | Niet gehouden vanwege Olympische Spelen | Niet gehouden vanwege Olympische Spelen | Niet gehouden vanwege Olympische Spelen | Niet gehouden vanwege Olympische Spelen | Niet gehouden vanwege Olympische Spelen | –                  |                           |
| 2011 | Chanty-Mansiejsk  | 16e                                     | 38e                                     | 20e                                     | 21e                                     | Zilver                                  | –                  |                           |
| 2012 | Ruhpolding        | 53e                                     | 19e                                     | 28e                                     | 17e                                     | Zilver                                  | –                  |                           |
| 2013 | Nové Město        | 48e                                     | 20e                                     | 23e–                                    | 14e                                     | 6e                                      | –                  |                           |
| 2015 | Kontiolahti       | 7e                                      | 55e                                     | DNS                                     | 9e                                      | Zilver                                  | Zilver             |                           |
| 2016 | Oslo Holmenkollen | Zilver                                  | 12e                                     | 12e                                     | 5e                                      | Zilver                                  | Goud               |                           |
| 2017 | Hochfilzen        | 53e                                     | –                                       | –                                       | –                                       | –                                       | –                  |                           |
| 2019 | Östersund         | –                                       | –                                       | –                                       | –                                       | –                                       | –                  | –                         |
| 2020 | Antholz           | 52e                                     | 20e                                     | 11e                                     | 10e                                     | 14e                                     | –                  | Brons                     |

### Wereldkampioenschappen junioren
| Jaar | Plaats       | Onderdeel   | Onderdeel | Onderdeel     | Onderdeel |
| Jaar | Plaats       | Individueel | Sprint    | Achtervolging | Estafette |
| ---- | ------------ | ----------- | --------- | ------------- | --------- |
| 2005 | Kontiolahti  | –           | –         | –             | 9e        |
| 2006 | Presque Isle | –           | –         | –             | –         |
| 2007 | Martell      | Brons       | Brons     | 7e            | Zilver    |
| 2008 | Ruhpolding   | 5e          | 5e        | 7e            | Zilver    |

### Wereldbeker
Eindklasseringen
| Seizoen   | Algemeen | Individueel | Sprint | Achtervolging | Massastart |
| --------- | -------- | ----------- | ------ | ------------- | ---------- |
| 2009/2010 | 55e      | 61e         | 55e    | 46e           | –          |
| 2010/2011 | 25e      | 31e         | 20e    | 27e           | 31e        |
| 2011/2012 | 30e      | 41e         | 30e    | 29e           | 39e        |
| 2012/2013 | 17e      | 51e         | 19e    | 18e           | 11e        |
| 2014/2015 | 12e      | 16e         | 19e    | 14e           | 7e         |
| 2015/2016 | 9e       | 5e          | 8e     | 15e           | 6e         |
| 2016/2017 | 14e      | 11e         | 17e    | 18e           | 23e        |
| 2017/2018 | 7e       | 9e          | 6e     | 11e           | 14e        |
| 2018/2019 | 22e      | 32e         | 22e    | 20e           | 20e        |
| 2019/2020 | 15e      | 20e         | 18e    | 17e           | 5e         |

Wereldbekerzeges
| Nr.         | Datum            | Plaats      | Onderdeel          |
| Individueel | Individueel      | Individueel | Individueel        |
| ----------- | ---------------- | ----------- | ------------------ |
| 1.          | 16 januari 2014  | Antholz     | 7,5 km sprint      |
| Estafettes  |                  |             |                    |
| 1.          | 21 januari 2012  | Antholz     | 4x6 km estafette   |
| 2.          | 10 februari 2012 | Kontiolahti | Gemengde estafette |
| 3.          | 24 november 2013 | Östersund   | Gemengde estafette |
| 4.          | 24 januari 2016  | Antholz     | 4x6 km estafette   |
| 5.          | 3 maart 2016     | Oslo (WK)   | Gemengde estafette |
| 6.          | 7 januari 2018   | Oberhof     | 4x6 km estafette   |
| 7.          | 7 januari 2018   | Oberhof     | 4x6 km estafette   |
| 8.          | 17 maart 2018    | Oslo        | 4x6 km estafette   |
| 9.          | 2 december 2018  | Pokljuka    | Gemengde estafette |
| 10.         | 19 januari 2019  | Ruhpolding  | 4x6 km estafette   |